# Kääppä
Kääppä är en ö i Finland. Den ligger i Bottenhavet och i kommunen Pyhäranta i den ekonomiska regionen  Nystadsregionen i landskapet Egentliga Finland, i den sydvästra delen av landet. Ön ligger omkring 75 kilometer nordväst om Åbo och omkring 210 kilometer väster om Helsingfors.
Öns area är 3 hektar och dess största längd är 310 meter i sydöst-nordvästlig riktning. I omgivningarna runt Kääppä växer i huvudsak barrskog.